# 데스 인 디 애프터눈

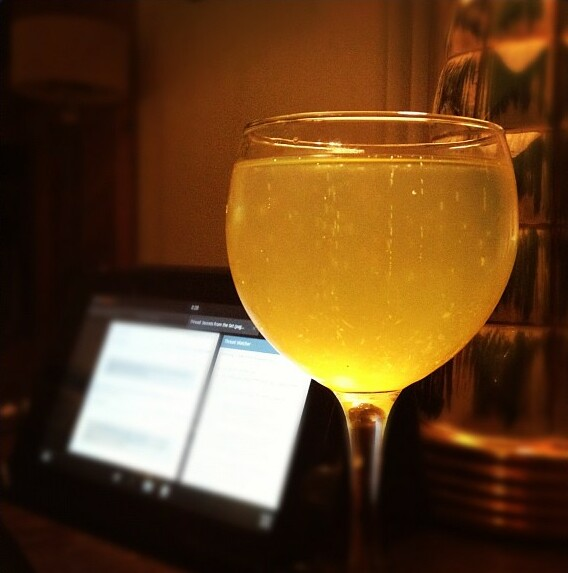

데스 인 디 애프터눈(Death in the Afternoon) 또는 헤밍웨이(Hemingway) 또는 헤밍웨이 샴페인(Hemingway Champagne)은 어니스트 헤밍웨이가 발명한 압생트와 샴페인으로 구성된 칵테일이다. 칵테일은 헤밍웨이의 1932년 소설 오후의 죽음의 영어 제목 "Death in the Afternoon"과 이름을 공유하며, 레시피는 유명한 작가들의 기고가 포함된 1935년 칵테일 책인 소 레드 더 노즈(So Red the Nose) 또는 브레스 인 디 애프터눈(Breath in the Afternoon)에 출판되었다. 헤밍웨이의 최초 지시사항은 아래와 같다.
"샴페인 잔에 압생트 한 개를 붓는다. 적절한 유백색 우유빛이 될 때까지 아이스 샴페인을 추가한다. 천천히 3~5잔을 마신다."
이 칵테일은 헤밍웨이가 파리 좌안 (파리)(Left Bank)에서 시간을 보내고 그곳에서 압생트를 즐긴 후 발명되었다고 한다. 이 음료의 원래 인쇄된 제조법에는 "저자와 H.M.S. 다나에의 세 명의 장교가 북서쪽으로 우리와 함께 갔던 브라 손더스 선장의 어선을 강풍으로부터 강둑에서 구출하기 위해 배 밖으로 7시간을 보낸 후" 발명되었다고 주장되어 있다." 데스 인 디 애프터눈은 데카당스와 높은 도수로 잘 알려져 있다.
데스 인 디 애프터눈을 생성하는 방법에는 여러 가지가 있다. 압생트는 일부 브랜드의 압생트가 짧은 시간 동안 샴페인 위에 떠 있기 때문에 샴페인을 마신 후에 잔에 압생트를 추가할 수 있다. 압생트를 얻기가 어렵기 때문에 다른 대안이 생겨났다. 예를 들어 페르노(Pernod)와 같은 강한 파스티스로 대체될 수 있다. 이러한 류에 다른 이름이 지정되기도 하지만 때로는 여전히 데스 인 디 애프터눈(Death in the Afternoon)이라고도 부른다. 일부 조리법에서는 칵테일을 만드는 사람에게 샴페인과 압생트 외에 재료를 사용하도록 지시한다. 발레리 멜레마(Valerie Mellema)는 주성분을 넣기 전에 각설탕과 약간의 비터스를 잔에 첨가할 것을 권장한다.
칵테일의 외관은 압생트(또는 대안)의 자발적인 유화로 인해 우유빛을 띠고 샴페인에서 나오는 거품처럼 보인다. 그러나 첫 모금 후에는 거품이 훨씬 덜해진다.